# Aymonins Ragwurz
Aymonins Ragwurz (Ophrys aymoninii) ist eine Pflanzenart aus der Gattung der Ragwurzen (Ophrys) in der Familie der Orchideen (Orchidaceae).

## Beschreibung
Dieser mehrjährige krautig wachsende Knollengeophyt unterscheidet sich nur durch eine andere Form und Färbung der Blüte von der Fliegen-Ragwurz (Ophrys insectifera) und so wird das Basionym Ophrys insectifera ssp. aymoninii Breistr.  von vielen wissenschaftlichen Autoren als   gültiger Name angesehen. Die Lippe ist hier dunkelbraun ohne irgendwelche Rotkomponenten gefärbt. Der Rand des mittleren Lappens erscheint gelb. Auch die Staubbeutel sind gelb gefärbt, während das in zwei kurze Spitzen auslaufende Mal blaugrau erscheint.
Die Blütezeit erstreckt sich von Mai bis Juni.

## Standort und Verbreitung
Man findet diese Art in lichten Kiefern- oder Kiefern-Buchenmischwäldern mit mäßig trockenem und kalkreichen Böden in einer Höhe von 700 bis 900 m. Diese Art ist im Süden Frankreichs und in Spanien endemisch.

## Verwandtschaft
Zuerst dachte man auf Grund der gelb umrandeten Lippe, dass diese Art ein Bastardabkömmling von der Fliegen-Ragwurz (Ophrys insectifera) und der Gelben Ragwurz (Ophrys lutea) ist. Diese These ist jedoch weitgehend widerlegt.

## Taxonomie
Aymonins Ragwurz wurde 1981 als Unterart Ophrys insectifera subsp. aymoninii in Bulletin de la Société Botanique de France. Lettres Botaniques Band 128, Seite 71 von Maurice A.F. Breistroffer (1910–1986) erstbeschrieben. Sie wurde 1986 von Karl Peter Buttler in Willdenowia. Mitteilungen aus dem Botanischen Garten und Museum Berlin-Dahlem Band 16 Teil 1, Seite 115 als Ophrys aymoninii (Breistr.) Buttler in den Rang einer Art erhoben. Ein Synonym ist Ophrys insectifera subsp. subinsectifera (C. E. Hermos. & Sabando) O. Bolòs & Vigo.

## Belege

### Einzelbelege
1. 1 2  
World Checklist of Selected Plant Families 2010, The Board of Trustees of the Royal Botanic Gardens, Kew. In: Datenblatt Ophrys insectifera subsp. aymoninii In: Euro+Med Plantbase - the information resource for Euro-Mediterranean plant diversity.